# Dubravčani
Dubravčani is een plaats in de gemeente Netretić in de Kroatische provincie Karlovac. De plaats telt 290 inwoners (2001).